# 佐藤麻紗
佐藤 麻紗（さとう まさ、1983年3月3日 - ）は、日本のグラビアモデル、女優。愛称は、まちゃ。神奈川県出身。

## 略歴
- 徳間プロモーション所属（かつてはプラチナムプロダクションに所属していた）。
- 2003年に三愛水着イメージガールに選出[1]。

## 作品

### シングル
- TENDERLY （2004年11月24日、W-Pureレーベル）

### 映像作品
- macha（2002年7月、アクアハウス）
- マスカレード（2003年1月、ベガファクトリー）
- Machaと旅する（2003年8月、つくばテレビ）
- Perfume（2003年8月、フォーサイド・ドット・コム）
- 佐藤麻紗（2005年12月、アイ・シー・エフ）
- ワガママなネガイ（2006年10月、ビーエムドットスリー）
- 覚醒（2010年6月、スパイスビジュアル）

## 出演

### 映画
- 刀狩るもの〜二本松の冒険〜 都築宏明監督（2008年）
- ローン・チャレンジャー　林一嘉監督（2012年）

### バラエティ
- 本能のハイキック!（2002年4月 - 9月、フジテレビ）
- グラビアの美少女（MONDO21）

### 特撮
- 超星艦隊セイザーX（2005年10月 - 2006年6月、テレビ東京） - バレーダ 役

### 舞台
- 101匹萌えタン（2006年） - 1時間目・成城百合香 役

### ネット配信
- PARTY・PARTY（2011年11月21日 - 、Ustream） - メインMC

## 書籍

### 写真集
- Macha（2002年7月、アクアハウス）
- ma copine（2003年8月、ぶんか社）
- ワガママなカラダ（2006年8月、双葉社）